# Theresa Concordia Maron

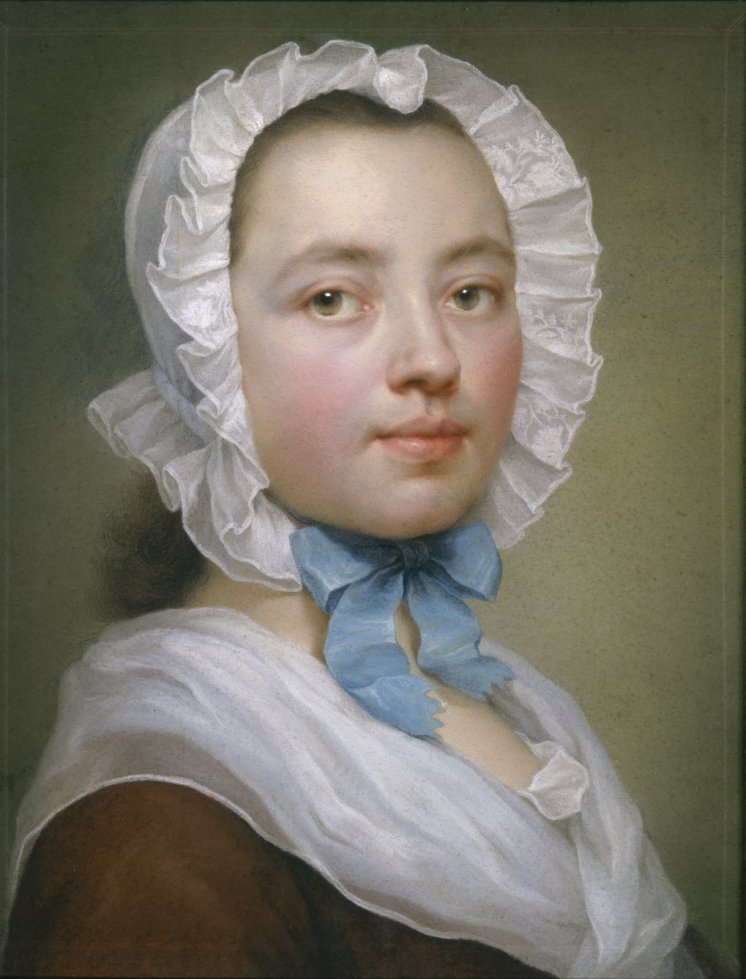
Selbstporträt, um 1744/5, Pastell auf Leinwand

Theresa Concordia Maron, geborene Mengs (* 1725 in Aussig/Nordböhmen; † 10. Oktober 1806 in Rom), war eine deutsche Malerin.

## Leben
Theresa Concordia Mengs wurde als Tochter des sächsischen Hofmalers Ismael Mengs geboren. Ihren Unterricht in der Malerei erhielt sie, ebenso wie ihr Bruder Anton Raphael Mengs, von ihrem Vater, einem angesehenen Miniaturmaler jener Zeit, der viele Könige, Mitglieder des Hochadels und Berühmtheiten seiner Zeit porträtierte. Seit 1741 war sie in Rom als Miniatur- und Pastellmalerin tätig. Casanova nannte sie 1760 eine ‚ausgezeichnete Miniaturmalerin‘. 1765 heiratete sie den Maler Anton von Maron (1731–1808), der seit 1756 Schüler und auch Freund ihres Bruders Anton Raphael war und als Porträtmaler in Österreich wirkte.
Theresa Mengs arbeitete zeitweise im Dienst des Dresdner Hofes, dort entstanden verschiedene Versionen der Santa Notte, des Heiligen Hieronymus u. a. Sie malte in verschiedenen Techniken, sowohl in Pastell, als auch auf Emaille und Werke in Gouache.
In einer Ausstellung im Gothaer Schlossmuseum unter dem Titel Künstlerinnen der Goethezeit war sie 1999 mit Gemälden unter ihrem Geburtsnamen Theresa Mengs vertreten.

## Würdigung
Die Staatliche Kunstsammlung Dresden schrieb über sie in einer Pressemitteilung, sie sei eine „weniger bekannte und trotzdem durch die Qualität ihrer Arbeiten überzeugende Künstler[in]“ gewesen.

## Werke (Auszug)
- Selbstporträt. Gemäldegalerie Alte Meister, Dresden, Inv.Nr. 179.
- Porträt der Schwester Juliane C. Mengs, Gemäldegalerie Alte Meister, Dresden, Inv.Nr. 178 (Pendant)